# 차이나 필름
차이나 필름 그룹 코퍼레이션(영어: China Film Group Corporation, 중국어: 中国电影集团公司)는 중화인민공화국의 영화 제작및 배급 기업이다.

## 같이 보기
- 중국 영화
- 모스필름